# Sternocampsus
Sternocampsus là một chi bọ cánh cứng trong họ 
Elateridae.
Chi này được miêu tả khoa học năm 1927 bởi Fleutiaux.

## Các loài
Các loài trong chi này gồm:
- Sternocampsus castaneus Jiang in Jiang & Wang, 1999
- Sternocampsus villosus Fleutiaux, 1927